# Dandakosaurus
Dandakosaurus („ještěr z Dandakaranya“) byl rod velkého masožravého dinosaura (teropoda) z kladu Tetanurae, který žil asi před 180 miliony let (období spodní jury, věk toark) na území dnešní Indie (stát Ándhrapradéš).

## Historie a popis
Fosilie tohoto dravého dinosaura byly objeveny v sedimentech souvrství Kota a vykopány byly v letech 1958 až 1961. Poprvé o nich bylo pojednáno již v roce 1962 jako o fosiliích velkého karnosaura. Holotyp (katalogové označení GSI 1/54Y/76) má podobu pouhé jedné izolované kosti stydké. Formálně byl tento teropod popsán indickým paleontologem Yadagirim v roce 1982. Dnes bývá tento taxon pokládán za zástupce kladu Averostra s nejistým postavením, mohlo by se jednat buď o příslušníka kladu Ceratosauria nebo by mohlo jít o vývojově primitivní tetanuru.
Někteří paleontologové považují tento taxon za nomen dubium, tedy pochybné vědecké jméno. Není ani jisté, zda se skutečně jedná o fosilie teropodního dinosaura, protože původní popisný materiál již pravděpodobně není k dispozici.
Každopádně se ale jednalo o velkého až obřího teropoda, možná největšího teropoda známého z období spodní jury. Podle odhadů, zveřejněných v roce 2016, mohl být objevený exemplář dandakosaura dlouhý přes 10 metrů a vážit asi 2,3 tuny.